# UETS
UETS —acrònim d'Universal Ethernet Telecommunications Service, en català, servei universal de telecomunicacions ethernet− és una arquitectura de xarxa, protocol i esquema d'adreçament d'alta escalabilitat basats en el nivell 2, que dona suport a una àmplia gamma de serveis i tecnologies d'accés per oferir la capacitat requerida per a aplicacions de xarxa futures amb una seguretat i solidesa millorada per donar suport a l'enorme quantitat de trànsit relacionat amb serveis de quadruple play de la xarxa de pròxima generació.
Es tracta d'un desenvolupament espanyol orientat a la reducció dràstica del consum energètic de les xarxes mitjançant la convergència entre el cablejat elèctric i el cablejat de dades. El seu desenvolupament va comptar amb el suport del programa Avanza 2 del ministeri d'Indústria espanyol, l'any 2012. 
El sistema UETS es basa en Ethernet, tot i que el conjunt de característiques que són la base de la invenció el diferencien radicalment de tots els sistemes emprats fins al moment. Els nodes de xarxa (CUEs) fan servir, per l'adreçament i encaminament, trames MAC amb direccions locals (bit U/L=1), que identifiquen directament l'adreça física, fent innecessària la seva resolució. Les comunicacions són "multipunt a multipunt", escalant fins a més de 70 bilions (milions de milions) d'adreces locals per domini. El Terminal Universal Ethernet (TUE), fa servir el protocol IEEE 802.2 LLC dins del domini Ethernet d'UETS, oferint d'aquesta forma els serveis de xarxa en el nivell d'enllaç, en comptes de fer-ho en el nivell de transport emprat a l'arquitectura TCP/IP clàssica, i realitza el control de flux i congestió de xarxa en col·laboració amb els nodes de xarxa CUEs. El Terminador de Red Universal Ethernet (TRUE) facilita l'accés a la xarxa i rep alimentació de potència des de la central en les connexions a través de parells per a garantir el servei de trucada d'emergència. Per acabar, el sistema en conjunt està dissenyat perquè pugui suportar, de forma senzilla, el control de potència per l'estalvi d'energia en tots els seus elements.